# Holt (Wiltshire)
Pour les articles homonymes, voir Holt.
Holt est une paroisse civile et un village du Wiltshire, en Angleterre.